# Parameswara (König)

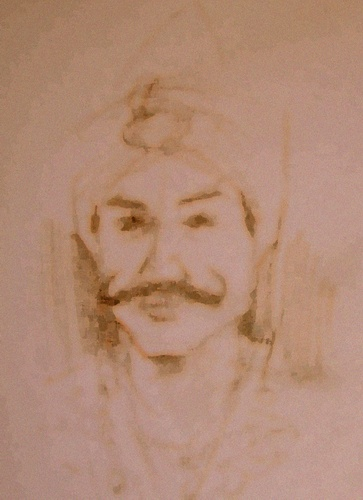
Fiktive Darstellung von Parameswara

Parameswara (geb. 1344 - gest. ca. 1414), der in den malaiischen Annalen als Iskandar Shah bezeichnet wurde, war der letzte König von Singapur und der Gründer von Malakka. Nach Angaben der malaiischen Annalen regierte er von 1389 bis 1398 in Singapur. Der König floh nach einer Invasion der Majapahit-Marine im Jahr 1398 aus dem Inselreich und gründete 1402 seine neue Festung an der Mündung des Bertam. Innerhalb von Jahrzehnten wuchs die neue Stadt rasch zur Hauptstadt des Sultanats Malakka. Portugiesische Berichte, die hundert Jahre nach seinem Tod verfasst wurden, deuten jedoch darauf hin, dass er aus Palembang im Süden von Sumatra stammte und den Thron von Singapura usurpierte, bevor er entweder von den Siamesen oder den Majapahit vertrieben wurde und dann Malakka gründete.

## Etymologie
Der Name Parameswara kommt in portugiesischen Quellen wie Suma Oriental und Paramicura oder Parimicura vor.
Parameswara ist ein hinduistischer Name, der vom Sanskrit-Wort Parameśvara (Sanskrit: परमेश्वर) abgeleitet ist, ein Konzept, das wörtlich „Höchster Herr“ bedeutet. Das Wort „parama“, das „das Höchste“ bedeutet, wird Ishvara als Verstärker hinzugefügt. Parameśvara ist auch einer der Namen von Lord Shiva. Der Name Parameswara findet sich jedoch nicht in den malaiischen Annalen, die die Königreiche Singapura und Malakka detailliert beschreiben. Vielmehr gibt es den Namen Iskandar Shah als letzten Herrscher von Singapura und Gründer von Malakka. Iskandar ist persisch für „Alexander“ nach Alexander dem Großen und Shah der persische Titel für einen König. Es wird vermutet, dass der Iskandar Shah der malaiischen Annalen aufgrund von Gemeinsamkeiten in ihren Biografien dieselbe Person wie Parameswara gewesen sein könnte.
Die Ming-Chronik (Ming Shilu) berichtete, dass die als Bā-ér-mí-sū-lǐ (八 兒 迷 蘇里) ('Parameswari') bekannte Gemahlin von Parameswara zusammen mit dem König Bai-li-mi-su an einem Bankett teilnahm -la ('Parameswara') im Ming-Gericht. Es ist wahrscheinlicher, dass 'Parameswari' („Oberste Herrin“) sich eher auf einen Titel als auf einen Vornamen bezog, wie aus seiner Anwendung in den malaiischen Annalen auf Sang Nila Utamas Schwiegermutter, Königin Parameswari Iskandar Shah, hervorgeht – eine Tatsache, die heute noch in Form von „Permaisuri“ („Königin“) in malaiischer Sprache verwendet wird. Daher wird angenommen, dass der Name Parameswara auch ein kleiner Teil eines längeren Herrschertitels ist, der unter malaiischen Königen bis heute üblich war. Neben Parameswara, dem Gründer von Malakka, wurde Abu Syahid Shah, der vierte Sultan von Malakka, auch „Raja Sri Parameswara Dewa Shah“ genannt.

## Leben

### Ursprung
In malaiischen Annalen und portugiesischen Quellen gibt es unterschiedliche Berichte über die Herkunft und das Leben von Parameswara. Die malaiischen Annalen wurden in der Blütezeit von Malakka geschrieben und 1612 vom Sultans-Hof in Johore neu zusammengestellt. Sie sind die Grundlage für Berichte über die Gründung Singapurs, die Nachfolge seiner Herrscher und den möglichen Niedergang. Nach dem Bericht der malaiischen Annalen war Iskandar Shah (Parameswara) ein Nachkomme von Sang Nila Utama, der angeblich Singapura gegründet hatte. Historiker bezweifelten jedoch die Richtigkeit und Historizität der malaiischen Annalen in ihren Berichten über Singapur.
Portugiesische Quellen wie die Suma Oriental von Tomé Pires wurden kurz nach der portugiesischen Eroberung von Malakka verfasst und geben einen anderen Bericht über die Herkunft von Parameswara.
Sowohl das Suma Oriental als auch die malaiischen Annalen enthalten ähnliche Geschichten über einen flüchtenden srivijayanischen Prinzen, der in Singapur ankommt, und über den letzten König von Singapur, der an die Westküste der malaiischen Halbinsel floh, um Malakka zu gründen. Beide Berichte unterscheiden sich jedoch deutlich in der Identität des Prinzen: das Suma Oriental identifizierte den flüchtenden Prinzen und den letzten König von Singapur als dieselbe Person, die als „Parameswara“ bekannt ist, während die detaillierteren malaiischen Annalen den flüchtenden Prinzen und den letzten König als zwei verschiedene Personen identifizierten, die durch fünf Generationen getrennt sind (Sang Nila Utama und Iskandar Shah). Das Suma Oriental bemerkt weiter, dass der flüchtende srivijayanische Prinz den Thron von Singapura von einem siamesischen Vizekönig namens Temagi etwa um die 1390er Jahre usurpierte.
Portugiesische Berichte von Tomé Pires und João de Barros, die möglicherweise auf einer javanischen Quelle beruhen, legen nahe, dass Parameswara ein Prinz aus Palembang war, der kurz nach 1360 versuchte, die javanische Herrschaft über Palembang herauszufordern. In dieser Version griffen die Javaner Parameswara an und trieben ihn aus Palembang, der dann nach Singapur floh. Parameswara ermordete bald den lokalen Herrscher mit dem Titel Sang Ali, Sangesinga. Parameswara regierte dann fünf Jahre lang, bevor er von Leuten aus dem Königreich Patani vertrieben wurde, möglicherweise weil er Sang Ali getötet hatte, dessen Frau möglicherweise aus Patani stammte.
Der Bericht von Pires besagt auch, dass Iskandar Shah der Sohn von Parameswara war, der der zweite Herrscher von Malakka wurde. Viele Gelehrte glauben, dass Parameswara und Iskandar Shah dieselbe Person sind, obwohl einige dafür plädierten, dass Megat Iskandar Shah der Sohn von Parameswara ist.
Der einzige chinesische Bericht aus erster Hand über Temasek aus dem 14. Jahrhundert (der alte Name für die Insel Singapur, der verwendet wurde, bevor er in Singapura geändert wurde), Dao Yi Zhi Lue, geschrieben von Wang Dayuan, weist darauf hin, dass Temasek (vor der Zeit von Parameswara) von einem örtlichen Häuptling regiert wurde. Das von Wang verwendete Wort weist jedoch darauf hin, dass der Herrscher von Temasek nicht unabhängig war, sondern ein Vasall eines anderen mächtigeren Staates.

### Der Fall von Singapura
Basierend auf dem Bericht aus den malaiischen Annalen wurde Sri Maharaja von Singapur 1389 von seinem Sohn Iskandar Shah abgelöst. Trotz der Verwendung des eigentümlichen persischen Namens und Titels gaben die malaiischen Annalen an, dass er zum Islam konvertiert war. Berichte in den malaiischen Annalen führen den islamischen Einfluss in Singapur auf die Regierungszeit von Sri Rana Wikrama zurück, als er erstmals Beziehungen zu einem muslimischen Königreich in Sumatra, Peureulak, aufbaute. Es wird auch behauptet, dass Parameswara eine muslimische Frau hatte und zu ihrer Religion konvertierte.
Der Bericht der malaiischen Annalen über den Fall Singapurs und die Flucht seines letzten Königs beginnt mit Iskandar Shahs Vorwurf des Ehebruchs gegen eine seiner Konkubinen. Zur Strafe ließ der König sie in der Öffentlichkeit nackt ausziehen. Aus Rache sandte der Vater der Konkubine, Sang Rajuna Tapa, der auch Beamter am Hof von Iskandar Shah war, heimlich eine Nachricht an Wikramawardhana von Majapahit und versprach seine Unterstützung, falls der König in Singapur einmarschieren sollte. Im Jahr 1398 entsandte Majapahit eine Flotte von dreihundert Hauptkriegsleuten und Hunderten kleinerer Schiffe mit nicht weniger als 200.000 Mann. Die javanischen Soldaten verwickelten die Verteidiger in eine Schlacht außerhalb der Festung, bevor die Verteidiger gezwungen wurden, sich hinter die Mauern zurückzuziehen. Die Invasionstruppe belagerte die Stadt und versuchte wiederholt, die Festung anzugreifen. Die Festung erwies sich jedoch als uneinnehmbar.
Nach einem Monat ging das Essen in der Festung zur Neige; die Verteidiger waren am Rande des Hungers. Sang Rajuna Tapa wurde dann gebeten, das übrig gebliebene Getreide an die Menschen aus dem königlichen Laden zu verteilen. Als der Minister diese Gelegenheit zur Rache sah, log er den König an und sagte, die Vorräte seien leer. Die Körner wurden nicht verteilt und die Menschen verhungerten schließlich. Der letzte Angriff kam, als die Tore auf Befehl des verräterischen Ministers endlich geöffnet wurden. Die Majapahit-Soldaten stürmten in die Festung; es kam zu einem schrecklichen Massaker. Laut den malaiischen Annalen „floss Blut wie ein Fluss“ und die roten Flecken auf dem Lateritboden von Singapur sollen Blut aus diesem Massaker sein. Iskandar Shah und seine Anhänger wussten, dass eine Niederlage unmittelbar bevorsteht, und flohen von der Insel.

## Gründung von Malakka
Parameswara floh nach Norden, um eine neue Siedlung zu gründen. In Muar erwog Parameswara, sein neues Königreich entweder in Biawak Busuk oder in Kota Buruk zu errichten. Als er feststellte, dass der Standort Muar nicht geeignet war, fuhr er weiter nach Norden. Unterwegs besuchte er Berichten zufolge Sening Ujong (früherer Name des heutigen Sungai Ujong), bevor er zuletzt ein Fischerdorf an der Mündung des Bertam-Flusses (früherer Name des Malakka-Flusses) erreichte.
Dieser Ort entwickelte sich im Laufe der Zeit zum Standort der heutigen Stadt Malakka. Den malaiischen Annalen zufolge soll der König einen Maushirsch gesehen haben, der seinen Jagdhund ins Wasser lockte, als er sich unter dem Malakka-Baum ausruhte. Er fand das gut und bemerkte: „Dieser Ort ist ausgezeichnet. Selbst der Maushirsch ist beeindruckend. Es ist am besten, wenn wir hier ein Königreich errichten.“ Nach der Überlieferung benannte er die Siedlung nach dem Baum, an den er sich lehnte, als er Zeuge des Ereignisses wurde.
Heute gehört der Maushirsch zum modernen Wappen von Malakka. Der Name „Malakka“ selbst wurde von dem fruchttragenden Malakka-Baum (Malaiisch: Pokok Melaka) abgeleitet, der wissenschaftlich als Phyllanthus emblica bezeichnet wird. Ein anderer Bericht über den Ursprung der Benennung von Malakka führt aus, dass die arabischen Kaufleute während der Regierungszeit von Muhammad Shah (1424–1444) das Königreich „Malakat“ (arabisch für „Gemeinde der Kaufleute“) nannten, weil es die Heimat vieler Handelsgemeinschaften war.

## Herrschaft in Malakka
Nach der Gründung der neuen Siedlung in Malakka leitete Parameswara die Entwicklung des Ortes ein und befahl seinen Männern, das Land mit Bananen, Zuckerrohr, Yams und anderen Nahrungsmitteln zu bebauen. Parameswara nutzte den Hafen, der durch einen Hügel geschützt ist und Schiffe gut vor der Gefahr starker Gezeiten schützt, und legte den Grundstein für einen Handelshafen, indem er Lager- und Markteinrichtungen errichtete, die als Treffpunkt für den Warenaustausch dienen. Die Ureinwohner Malakkas und der Meerenge, die Orang Laut, die seit der Zeit von Singapura und Srivijaya auch als treue Diener malaiischer Herrscher bekannt waren, sollen die Kunden des Marktes gewesen sein.
Die Leute von Singapura und Srivijaya, die auch als treue Diener malaiischer Herrscher bekannt waren, sollen von Parameswara eingesetzt worden sein, um die angrenzenden Meere zu patrouillieren, Feinde und Piraten abzuwehren und Händler zum Hafen ihrer malaiischen Oberherren zu leiten. Ironischerweise waren Orang Lauts selbst in der Geschichte als wilde Piraten bekannt.
Innerhalb weniger Jahre verbreiteten sich die Nachrichten darüber, dass Malakka zu einem Handelszentrum wurde, im gesamten östlichen Teil der Welt und reichten bis nach China. Der Yongle-Kaiser der Ming-Dynastie, der von 1402 bis 1424 regierte, sandte 1405 seinen als Yin Qing bekannten Gesandten nach Malakka. Der Besuch von Yin Qing ebnete den Weg für freundschaftliche Beziehungen zwischen Malakka und China. Chinesische Kaufleute liefen den Hafen von Malakka an und schlossen sich anderen ausländischen Händlern an, insbesondere den Javanern, Indern, Chinesen und Burmesen, die kamen, um ihre Handelsbasen zu errichten und sich in Malakka niederzulassen. Während der Regierungszeit von Parameswara stieg die Bevölkerung auf 2000 an.
1411 reisten Parameswara, seine Frau, sein Sohn und eine königliche Gruppe von 540 Menschen mit Admiral Zheng He nach China, um dem Yongle-Kaiser zu huldigen. Yongle lobte Parameswara und erkannte ihn als den rechtmäßigen Herrscher von Malakka an. Anschließend überreichte er Parameswara ein Siegel, Seide und einen gelben Regenschirm als Symbole des Königshauses sowie einen Brief, in dem Parameswara zum Herrscher von Malakka ernannt wurde. Malakka wurde dann vom Kaiser von China als Königreich anerkannt. Der Gesandte kehrte zusammen mit einer von Zheng He angeführten Flotte nach Malakka zurück.
Die chinesischen Chroniken erwähnen, dass 1414 der Sohn des ersten Herrschers von Malakka das Ming-Reich in China besuchte, um ihnen mitzuteilen, dass sein Vater gestorben war. Es wird allgemein angenommen, dass er auf einem Hügel in Tanjung Tuan (auch bekannt als Cape Rachado) im malaiischen Bundesstaat Malakka beigesetzt wurde, der sich in der Nähe des heutigen Stadtteils Port Dickson befindet.
Nachfolger von Parameswara wurde sein Sohn Megat Iskandar Shah, der seinerseits Malakka bis 1424 regierte. Es wird auch vermutet, dass Parameswara im Park Bukit Larangan in Singapur beigesetzt worden war. Einige andere glauben auch, dass er aufgrund des rituellen Glaubenssystems der Hindus eingeäschert worden sein könnte, und es gibt daher keine tatsächliche Grabstätte. [1]

## Religiöser Glaube
Es wird angenommen, dass Parameswara ein Hindu war, wie sein hinduistischer Name andeutet. Der in den malaiischen Annalen verwendete persische Name Iskandar Shah sowie die Verwirrung darüber, ob sich Parameswara und Iskandar Shah in verschiedenen Quellen auf dieselbe Person beziehen, führten zu der Vermutung, dass Parameswara zum Islam konvertiert und einen neuen Namen angenommen hatte. Im Jahr 1409, als er fünfundsechzig Jahre alt war, soll er eine muslimische Prinzessin von Pasai geheiratet und den persischen Titel Iskandar Shah angenommen haben.
Der portugiesische Schriftsteller Tomé Pires aus dem 16. Jahrhundert erwähnte jedoch ausdrücklich, dass Parameswara von seinem Sohn Chaquem Daraxa oder Megat Iskandar Shah abgelöst wurde und dass nur dieser im Alter von 72 Jahren zum Islam konvertierte. Die chinesische Geschichte von Ming betrachtet auch Megat Iskandar Shah als Sohn von Parameswara. Dieser Sohn wird in den malaiischen Annalen nur als Raja Besar Muda bezeichnet. Nach den malaiischen Annalen war der dritte König Muhammad Shah der erste muslimische Herrscher von Melaka, der nach einem Traum konvertiert war. Gelehrte glauben, dass sowohl Parameswara als auch sein Sohn den gleichen Titel erhalten haben, der Älteste namens Sri Iskandar Shah und der Sohn Megat Iskandar Shah. Basierend auf malaiischen, portugiesischen und chinesischen Schriften kommt Christopher Wake zu dem Schluss, dass Parameswara den Islam nie angenommen hat, sondern posthum den Titel Iskandar Shah erhalten hat. Obwohl es unterschiedliche Ansichten darüber gibt, wann die Islamisierung von Melaka tatsächlich stattgefunden hat, ist man sich im Allgemeinen einig, dass der Islam durch die Regierungszeit von Muzaffar Shah fest im Gericht verankert war.

## Außenbeziehungen zum Ming-Reich in China
Die Beziehung zu Ming-China begann im frühen 15. Jahrhundert, als Parameswara mehrere Reisen unternahm, um den Yongle-Kaiser zu besuchen. 1403 traf der erste offizielle chinesische Handelsbotschafter unter Admiral Yin Qing in Malakka ein. Später wurde Parameśwara bei seinen erfolgreichen Besuchen von Zheng He und anderen Gesandten begleitet. Malakkas Beziehungen zum Ming-Reich gewährten Malakka Schutz vor Angriffen von Siam und Majapahit. Malakka war offiziell als Protektorat von Ming China eingerichtet. Dies förderte die Entwicklung von Malakka zu einer wichtigen Handelsregelung auf der Handelsroute zwischen China und Indien, dem Nahen Osten, Afrika und Europa.
1411 gingen Parameswara und seine Frau zusammen mit 540 Beamten aus Malakka nach China, um dem Yongle-Kaiser zu huldigen (reg. 1402–1424). Bei der Ankunft fand eine große Begrüßungszeremonie mit Tieropfern statt. Das historische Treffen zwischen Parameswara und dem Yongle-Kaiser wurde in der Ming-Chronik genau aufgezeichnet.
Sie, König (Parameswara), reisten Zehntausende von Meilen über den Ozean in die Hauptstadt, selbstbewusst und ohne Angst, da Ihre Loyalität und Aufrichtigkeit Ihnen den Schutz der Geister sicherte. Ich (der Yongle-Kaiser) war froh, Sie kennenzulernen, König, und das Gefühl zu haben, dass Sie bleiben sollten. Ihre Leute sehnen sich jedoch nach Ihnen, und es ist angebracht, dass Sie zurückkehren, um sie zu beruhigen. Das Wetter wird kälter und die Winde eignen sich zum Segeln nach Süden. Es ist der richtige Zeitpunkt. Sie sollten auf Ihrer Reise gut essen und auf sich selbst aufpassen, um meine Gefühle der Sorge um Sie widerzuspiegeln. Jetzt übergebe ich Ihnen, König, einen Gold- und Jadegürtel, zeremonielle Insignien, zwei „gesattelte Pferde“, 100 Liang Gold, 500 Liang Silber, 400.000 Guan Papiergeld, 2.600 Guan Kupfergeld, 300 gestickte Bolzen feine Seide und Seidengaze, 1.000 Bolzen dünner Seide …
Zu den Ehrungen, die Malakka den Ming-Kaisern zollte, gehörten: Achat, Karneol, Perle, Habichtschnabel, Koralle, Kranschnabel, goldener weiblicher Kranschnabel, Anzug, weißes Tuch, westlicher Stoff, Sa-ha-la, Nashornhorn, Elfenbein, Schwarzbär, schwarzer Affe, weißer Muntjac, Truthahn, Papagei, Pian-Nao, Rosenstrauch, Su-He-Öl, Gardenia-Blume, Wu-Ye-Ni, aromatisches Holz, Räucherstäbchen, Gold-Silber-Räucherstäbchen.

## Vermächtnis
Innerhalb von Jahrzehnten nach seiner Gründung entwickelte sich Malakka zu einem internationalen Handelshafen und läutete das goldene Zeitalter von Alam Melayu ein. Berichten zufolge wurden in Malakka 80 Sprachen gesprochen. Malakka wurde im 16. Jahrhundert zu einem wichtigen Hafen im Fernen Osten. Es wurde so reich, dass der portugiesische Schriftsteller und Händler Tomé Pires sagte: „Wer Herr von Malakka ist, wird seine Hände am Hals von Venedig haben.“ Das neue malaiische Sultanat wurde zur Hauptbasis für die Fortsetzung der historischen Kämpfe seiner Vorgänger, Singapura und Srivijaya gegen ihre Java-basierten Gegner.
Um die Mitte des 15. Jahrhunderts war Majapahit nicht mehr in der Lage, die aufstrebende Macht von Malakka zu kontrollieren, die begann, die Straße von Malakka wirksam zu kontrollieren und ihren Einfluss auf Sumatra auszudehnen. Die malaiischen Annalen berichten, dass Malakkas Territorium auf dem Höhepunkt seiner Macht nach der Thronbesteigung von Sultan Mansur Shah im Jahr 1459 einen Großteil der malaiischen Halbinsel sowie die Riau-Lingga-Inseln und Teile der Ostküste Sumatras bedeckte, nämlich Indragiri, Kampar, Siak, Rokan, Haru und Siantan. Malakka versuchte noch 1506, sein Territorium zu erweitern, als es Kelantan eroberte.
Der Wohlstand Malakkas als internationaler Hafen veränderte das gesamte maritime Südostasien und sein Erfolg wurde von Königen aus benachbarten Königreichen bewundert. Als wichtiger Bericht zog Malakka muslimische Händler aus verschiedenen Teilen der Welt an und wurde zu einem Zentrum des Islam, das die Religion im gesamten maritimen Südostasien verbreitete. Der Islamisierungsprozess in der Region um Malakka intensivierte sich zwischen dem 15. und 16. Jahrhundert schrittweise durch Studienzentren in Upeh, dem Bezirk am Nordufer des Malakka-Flusses. Der Islam verbreitete sich von Malakka über Jambi, Kampar, Bengkalis, Siak, Aru und die Karimun-Inseln in Sumatra über einen Großteil der malaiischen Halbinsel, Java und sogar die Philippinen. Die malaiischen Annalen enthüllen sogar, dass die Gerichte von Malakka und Pasai sich gegenseitig theologische Fragen und Probleme stellten. Von den sogenannten Wali Sanga („neun Heiligen“), die für die Verbreitung des Islam auf Java verantwortlich sind, sollen mindestens zwei, Sunan Bonang und Sunan Kalijaga, in Malakka studiert haben. Die Ausweitung des Islam auf das Innere von Java im 15. Jahrhundert führte zum allmählichen Niedergang von Malakkas langjährigem Feind, des Hindu-Reiches Majapahit, bevor dann das Majapahit-Reich im frühen 16. Jahrhundert schließlich den aufstrebenden lokalen muslimischen Kräften erlag.
In der Zeit von der Zeit Malakkas bis zum Zeitalter der europäischen Kolonialisierung dominierten letztendlich die malaiisch-muslimischen Sultanate in Handel und Politik, was schließlich zur Malaiisierung der gesamten Region beitrug.